# 橫須賀海軍設施

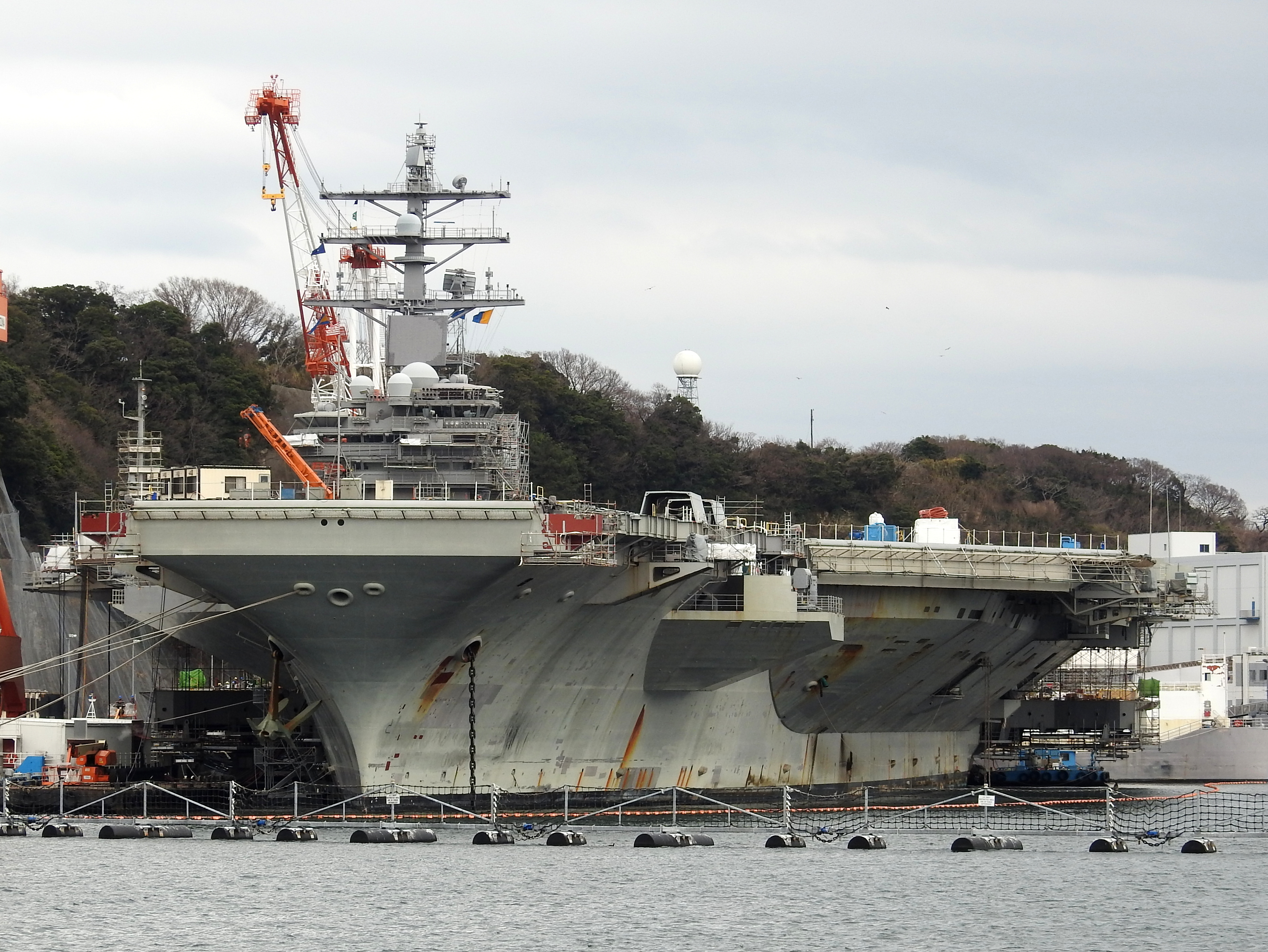
隆納·雷根號航空母艦

橫須賀海軍設施（日语：／ Yokosuka kaigun shisetsu），美軍官方稱為「橫須賀美國艦隊基地」（英語：United States Fleet Activities Yokosuka），位於日本神奈川縣橫須賀市的橫須賀港，為駐日美軍的軍港。

## 名稱
此基地一般簡稱為「橫須賀基地」，日本官方則稱為「橫須賀海軍設施」。橫須賀當地居民稱之為「基地」（日語：ベース），美軍相關者則為了區分其它軍事基地而稱之為「橫須賀基地」。

## 概要
駐日美國海軍司令部位於本基地。作為美國第七艦隊的據點，以往是小鷹號航空母艦（USS Kitty Hawk CV-63）與其他搭載神盾戰鬥系統的巡洋艦、驅逐艦事實上的母港。除此之外本基地還擁有士兵宿舍、醫院、電影院、軍官俱樂部、美軍超市等生活設施。
作為美國國土以外唯一一處具有航空母艦母港機能的港口，橫須賀海軍設施擁有優秀的人員與設施，是美軍非常重要的基地。如果此處無法使用，則美軍必須花費半個至一個月的時間移動到夏威夷珍珠港甚至美國本土才可修理。
美國海軍自2008年起，以核動力的華盛頓號航空母艦（USS George Washington CVN-73）接替返美除役的傳統動力小鷹號航空母艦於本地的防務。對其搭載的核反應爐安全性的不安，也引起當地許多討論。
2014年1月14日，美國海軍宣布雷根號航空母艦將在2015年10月1日取代返美進行中期大修並更換核燃料的喬治·華盛頓號，常駐日本橫須賀基地。

## 歷史
1865年，由江戶幕府设立横须贺製铁所。在此基础上，1871年设立横须贺造船所。
1903年之后經大日本帝国海军收编为横须贺海军工厂，设置了横须贺海军航海炮兵学校、横须贺海兵团、海军兵工学校、海军医院、横须贺镇守府、镇守府书库、海军军法会议所等设施。
1945年9月2日，随着第二次世界大战中日本的战败，这些设施轉交联合国占领军中的美国海军接收、使用。
而同时占领日本的英国皇家海军和中华民国海军，并没有参与设施的接收。
联合国占领军退出日本之后，依据1952年4月28日生效的「日本和美利坚合众国之间的安全保障条约（旧安保条约）」，美国海军继续使用这些设施，并逐渐扩充生活及娱乐设施至今。

## 以此基地為母港的艦船

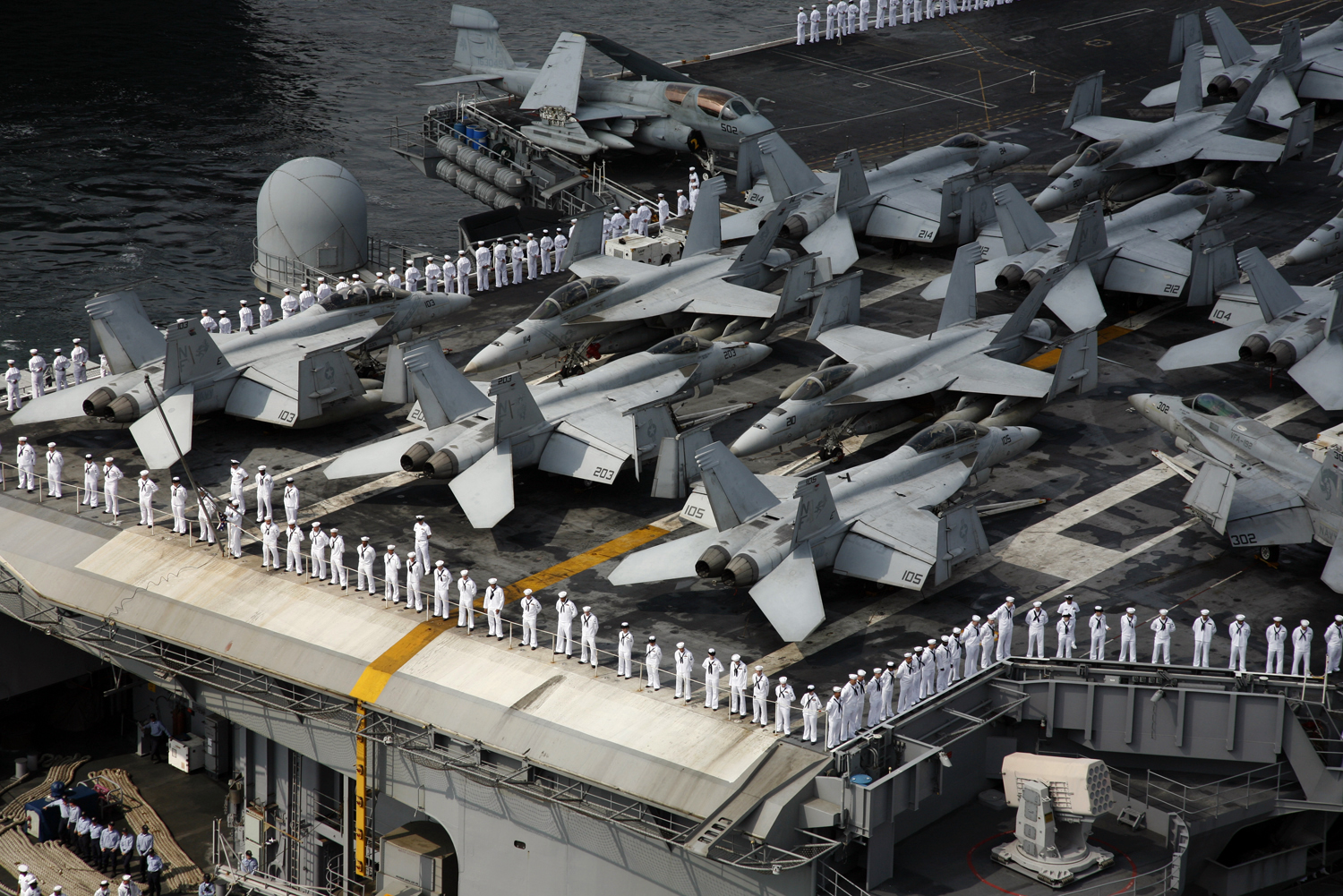
「喬治·華盛頓號航空母艦」艦上的第5航母航空大隊

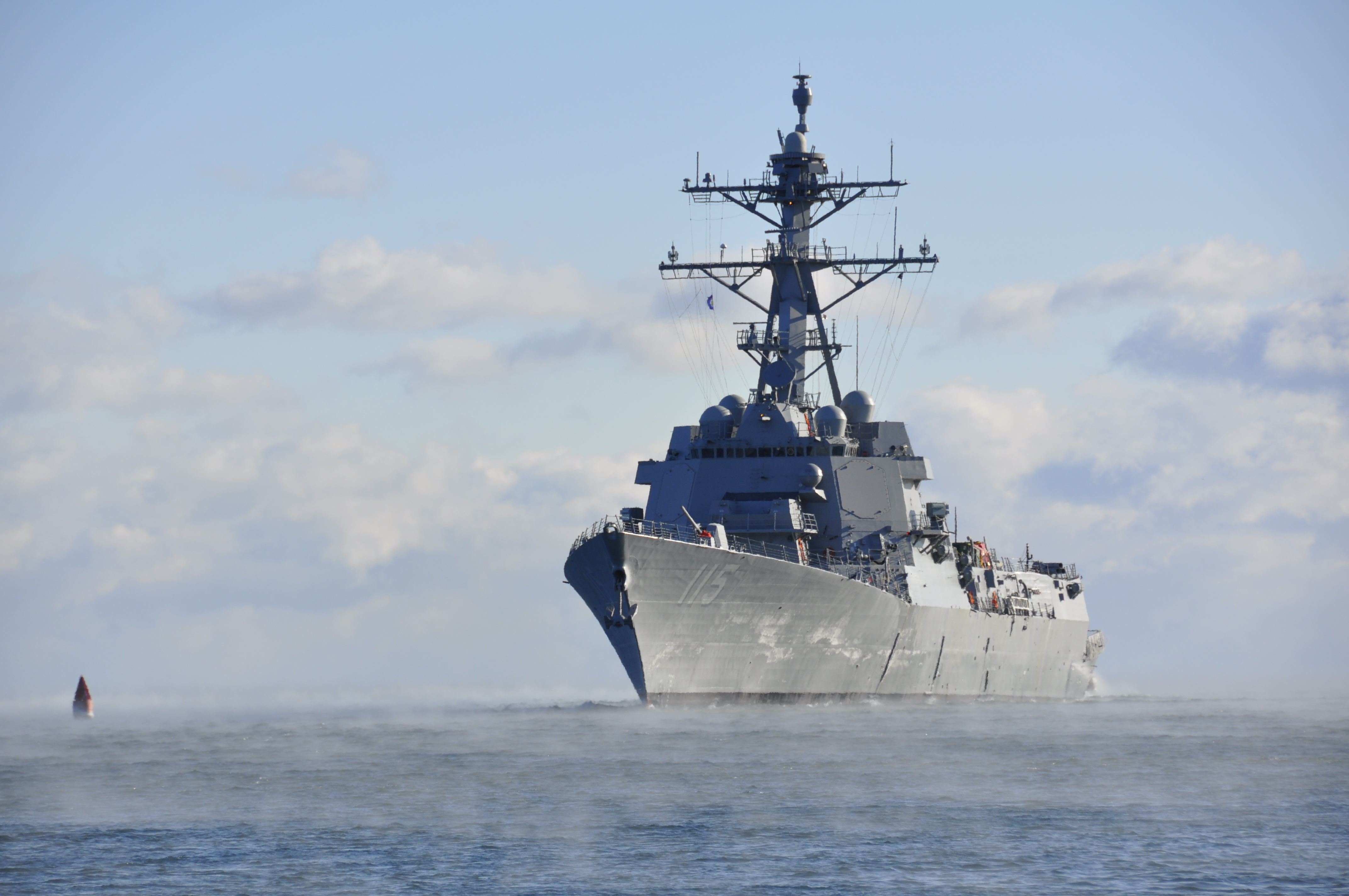
拉斐爾·比拉達號驅逐艦

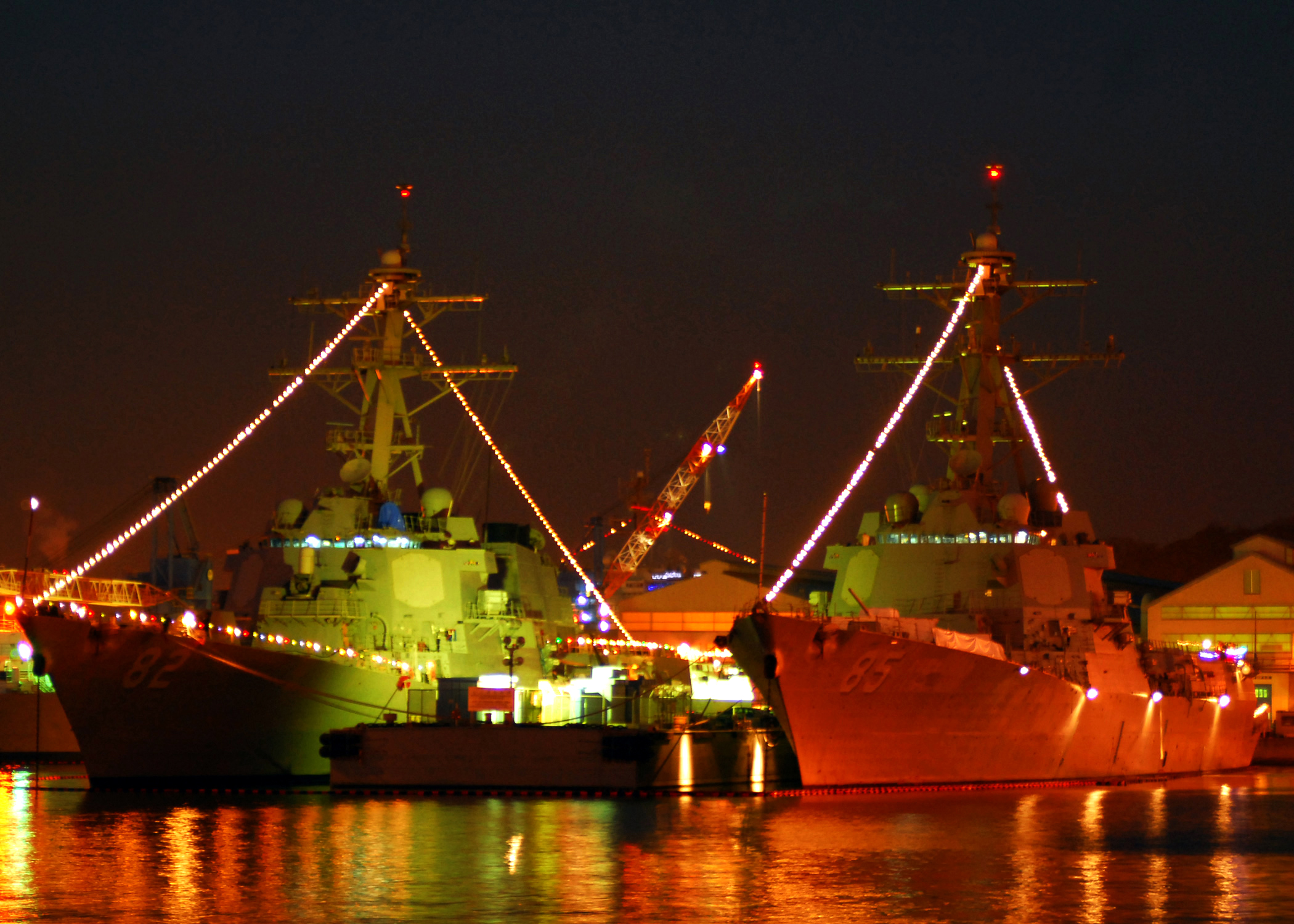
「麥坎貝爾號驅逐艦」與「拉森號驅逐艦」

- 第5航空母艦打擊群/雷根號航空母艦打擊群（Carrier Strike Group 5）
  - 尼米茲級核動力航空母艦 隆納·雷根號 (CVN-76）
  - 提康德羅加級巡洋艦 安提頓號（CG-54）
  - 提康德羅加級巡洋艦 錢斯勒斯維爾號（英语：USS Chancellorsville (CG-62)）（CG-62）
  - 提康德羅加級巡洋艦 夏洛號（英语：USS Shiloh (CG-67)）（CG-67）
- 第15驅逐艦戰隊（Destroyer Squadron 15）

負責第5航母打撃群的護衛工作。除此之外，也負責飛彈防禦任務、海上警戒與戰斧飛彈攻撃任務、並與佐世保第11兩棲戰隊組成第7遠征打撃群。近年也進行南海自由航行作戰任務。
- - 阿利·伯克級驅逐艦 I型 貝瑞號（DDG-52）
  - 阿利·伯克級驅逐艦 I型 班福特號（DDG-65）
  - 阿利·伯克級驅逐艦 I型 米利厄斯號（DDG-69）
  - 阿利·伯克級驅逐艦 II型 希金斯號（DDG-76）
  - 阿利·伯克級驅逐艦 IIA型 霍華德號（DDG-83）
  - 阿利·伯克級驅逐艦 IIA型 杜威號（DDG-105）
  - 阿利·伯克級驅逐艦 IIA型 拉夫·約翰遜號（英语：USS Ralph Johnson）（DDG-114）
  - 阿利·伯克級驅逐艦 IIA型 拉斐爾·比拉達號（英语：USS Rafael Peralta）（DDG-115）[4][5]
- 第11兩棲中隊（英语：PHIBRON）（Amphibious Squadron 11）
  - 藍嶺級兩棲作戰指揮艦（英语：Blue Ridge-class command ship） 藍嶺號（LCC-19）- 第七艦隊旗艦

## 交通

### 鐵路
- 京濱急行電鐵汐入車站走路約5分鐘、橫須賀中央車站走路約8分鐘（視門而定）
- 東日本旅客鐵道橫須賀線橫須賀車站走路約8分鐘（視門而定）

### 公路
- 國道16號
- 本町山中收費道路（日语：本町山中有料道路）本町出入口約500公尺

## 另見
- 美軍
- 日軍
- 駐日美軍
- 美國海軍
- 海上自衛隊
- 美國第七艦隊
- 横須賀造船所
- 橫須賀海軍工廠
- 佐世保海軍設施
- 佐世保海軍基地

## 外部連結
- 橫須賀艦隊基地司令部 （页面存档备份，存于）（英文）